# Terence Young
Terence Young (Shanghai, 20 giugno 1915 – Cannes, 7 settembre 1994) è stato un regista britannico, noto soprattutto per tre dei film della serie cinematografica dedicata a James Bond.

## Biografia
Terence Young iniziò la sua carriera di regista durante il servizio militare negli anni della seconda guerra mondiale. Come paracadutista, Young prese parte alla Battaglia di Arnhem, nei Paesi Bassi, dove rimase ferito e fu trasportato in un ospedale ove incontrò l'infermiera Audrey van Heemstra, che successivamente sarebbe stata nota come attrice con il nome di Audrey Hepburn; si sarebbe nuovamente incontrato con lei vent'anni dopo, per il film Gli occhi della notte (1967). Pur avendo al suo attivo una quindicina di pellicole, per affermarsi come regista Young dovrà aspettare fino agli anni sessanta, quando nel 1962 fu scelto per girare  Agente 007 - Licenza di uccidere, il primo film della serie di James Bond. Il film ottenne uno strepitoso successo in tutto il mondo e Young fu confermato regista anche dell'episodio successivo, A 007 dalla Russia con amore (1963). Ritornò dietro la macchina da presa nel quarto episodio della saga, Agente 007 - Thunderball (Operazione tuono) (1965).
Raggiunta la fama, Young proseguì la carriera lavorando con attori di caratura internazionale, come Rita Hayworth, William Holden e Kim Novak (da sottolineare anche una assidua collaborazione con artisti italiani come Vittorio De Sica, Walter Chiari, Amedeo Nazzari, Virna Lisi, Vittorio Gassman e molti altri). Il successo (specie al botteghino) ottenuto con i film di James Bond restò però ineguagliato e i successivi film ottennero un minore riscontro. Girò l'ultimo film nel 1988. Morì per un attacco di cuore a Cannes.

## Vita privata
È stato sposato dal 1973 alla sua morte con l'attrice Sabine Sun.

## Filmografia
- L'inferno degli uomini del cielo (Men of Arnhem), coregia di Brian Desmond Hurst (1946)
- Il mistero degli specchi (Corridor of Mirrors) (1948)
- One Night with You (1948)
- La diva in vacanza (Woman Hater) (1949)
- They Were Not Divided (1950)
- La valle delle aquile (Valley of Eagles) (1951)
- The Tall Headlines (1952)
- Berretti rossi (The Red Beret) (1953)
- La principessa di Mendoza (That Lady) (1955)
- Tempesta sul Nilo (Storm Over the Nile), coregia di Zoltán Korda (1955)
- Safari (Safari) (1956)
- Zarak Khan (Zarak) (1956)
- Il bandito dell'Epiro (Action of the Tiger) (1957)
- Non c'è tempo per morire (No Time to Die) (1958)
- Serious Charge (1959)
- Londra a mezzanotte (Too Hot to Handle) (1960)
- Les collants noirs, conosciuto anche come Un, deux, trois, quatre! (1960)
- Orazi e Curiazi, in co-regia con Ferdinando Baldi (1961)
- Agente 007 - Licenza di uccidere (Dr. No) (1962)
- A 007, dalla Russia con amore (From Russia with Love) (1963)
- Le avventure e gli amori di Moll Flanders (The Amorous Adventures of Moll Flanders) (1965)
- La guerra segreta (The Dirty Game), coregia di Carlo Lizzani e Christian-Jaque (1965)
- Agente 007 - Thunderball (Operazione tuono) (Thunderball) (1965)
- Il papavero è anche un fiore (Poppies Are Also Flowers) (1966)
- Agli ordini del Führer e al servizio di Sua Maestà (Triple Cross) (1967)
- Gli occhi della notte (Wait Until Dark) (1967)
- L'avventuriero (1967)
- Mayerling (1968)
- L'albero di Natale (L'arbre de Noël) (1969)
- L'uomo dalle due ombre (De la part des copains) (1970)
- Sole rosso (Soleil rouge) (1971)
- Joe Valachi - I segreti di Cosa Nostra (The Valachi Papers) (1972)
- Le guerriere dal seno nudo (1974)
- L'uomo del Klan (The Klansman) (1974)
- Linea di sangue (Bloodline) (1979)
- Al-ayyam al-tawila meglio noto come Long Days, coregia di Tewfik Saleh (1980)
- Inchon (1981)
- Triplo gioco (The Jigsaw Man) (1983)
- Marathon (Run for Your Life) (1988)

## Curiosità
- Nel 1982 vinse il Razzie Awards come peggiore regista dell'anno per Inchon.